# نوتلین
نوتلین (به انگلیسی: Nutlin) با فرمول شیمیایی C30H30Cl2N4O4 یک ترکیب شیمیایی با شناسه پاب‌کم 123164 است. که جرم مولی آن ۵۸۱٫۴۸۹۶ گرم بر مول می‌باشد. 